# Fai col cuore
Fai col cuore è il secondo album da solista di Roby Facchinetti, pubblicato nel 1993, a nove anni di distanza dal precedente. Ancor più di quello, porta il chiaro marchio del sodalizio Facchinetti-Negrini (i due autori principali delle canzoni dei Pooh), tanto che i due duettano in Facciamo una canzone: si tratta di un brano di carattere autobiografico dove Negrini e Facchinetti si raccontano scherzosamente nei loro ruoli reali rispettivamente di paroliere e di compositore.
Roby Facchinetti torna ad avvalersi dell'accompagnamento dell'orchestra sinfonica; ne è un chiaro esempio il brano di chiusura Fai col cuore, la versione strumentale del brano che dà il titolo all'album.
La copertina del disco propone un'immagine di Roby Facchinetti ritratto in una scena urbana, sorridente e con delle leggere scarpe da ginnastica. Viene rappresentato nel ruolo di musicista ambulante con una fisarmonica, intento a suonare davanti ai pedoni (Stefano, Dodi, e Red) che gli passano frettolosamente davanti.

## Tracce
1. Fai col cuore (Facchinetti-Negrini) - 5'31"
2. Vivrò (Facchinetti-Negrini) - 4'25"
3. Dì la verità (Facchinetti-Negrini) - 4'26"
4. Anima e corpo (Facchinetti-Negrini) - 4'43"
5. Aiutami (Facchinetti-Negrini) - 4'59"
6. Facciamo una canzone (con Valerio Negrini) (Facchinetti-Negrini) - 5'06"
7. Più di un giorno in più (Facchinetti-Negrini) - 4'54"
8. Perché non si vive per sempre (Facchinetti-Negrini) - 5'28"
9. Fai col cuore (Strumentale) (Facchinetti) - 4'38"

## Formazione
- Roby Facchinetti – voce, tastiere
- Ludovico Vagnone, Paolo Gianolio – chitarra
- Rosario Jermano – percussioni
- Paolo Costa – basso
- Alfredo Golino – batteria
- Rilly – programmazione
- Demo Morselli – tromba
- Mauro Parodi – trombone
- Amedeo Bianchi – sax
- Guido Corti – corno
- Diego Dini Ciacci – oboe
- Michele Marasco – flauto
- Francesca Olivieri, Elena Roggero, Lalla Francia, Moreno Ferrara – cori